# 中山重蔵
中山 重蔵（なかやま じゅうぞう、1943年 - ）は、日本の化学者。埼玉大学理学部教授。1995年-1997年には、東京大学教授も併任。ヘテロ原子化合物（特に新規有機硫黄化合物）の合成、構造、反応を研究。特に硫黄の特性に基づく有機合成に造詣が深い。埼玉大学副学長。

## 略歴
- 1965年　埼玉大学文理学部卒業
- 1970年　東京大学大学院理学系研究科博士前期課程修了
- 1973年　東京大学大学院理学系研究科博士後期課程修了。理学博士（東京大学・1973年）。
- 1975年　埼玉大学理工学部助手
- 1976年　埼玉大学理学部助手
- 1986年　埼玉大学理学部助教授
- 1992年　埼玉大学理学部教授
- 1995年-1997年　東京大学大学院理学系研究科教授併任

## 在外研究
- 1977年-1978年　テキサスクリスチャン大学博士研究員

## 論文
- 「炭素陽イオン[(R₂N)-2C⁺⁻]とジカルコゲノカルボキシラート(-CX-2⁻)を正、負のイオン対とする分子内塩の化学」（『有機合成化学協会誌』,有機合成化学協会, 60(2), 106-114, 2002）
- 「カルベニウム炭素を陽イオン、ジチオおよびジセレノカルボキシラートのカルコゲン原子を陰イオンとする分子内塩の化学」（CACS forum,埼玉大学分析センター編, 20, 7-20, 2000）
- "Chemistry of Dithiranes,1,2-Dithietanes, and 1,2-Dithietes" , Advances in Heterocyclic Chemistry , 77, 221-284, 2000
- "Chemistry of Thiophene 1,1-Dioxides" , Topics in Current Chemistry , 205, 131-195, 1999
- 「新しいチオフェン合成法の開発とその応用」（『有機合成化学協会誌』,有機合成化学協会, 52(4), 308-317, 1994
- 「単体硫黄およびセレンとアセチレンジカルボン酸ジメチル、プロピオル酸メチル、およびベンザインとの反応（ヘテロ原子の有機化学＜特集＞）―（6族元素（硫黄、セレン、テルル））」（共著）（『日本化学会誌』,日本化学会編,1987(7), 1424-1429, 1987）
- 「単原子ペリ架橋ナフタレン類の化学」（『有機合成化学協会誌』,有機合成化学協会, 39(8), 682-689, 1981）
- 「2-アルコキシ-1,3-ベンゾジチオールおよび1,3-ベンゾジチオリリウム塩の化学」（共著）（『有機合成化学協会誌』,有機合成化学協会, 37(8), 655-666, 1979）

## 受賞歴
- 1982年　有機合成化学協会論文賞
- 1995年　国際典型元素化学協会賞

## 専門分野
- 有機合成化学
- ヘテロ原子化学